# By Right of Possession
By Right of Possession è un film muto del 1917 diretto da William Wolbert.

## Produzione
Il film fu prodotto dalla Vitagraph Company of America con il titolo di lavorazione The Girl Sheriff.

## Distribuzione
Distribuito dalla Greater Vitagraph (V-L-S-E), il film uscì nelle sale cinematografiche statunitensi il 30 luglio 1917.